# Ґрімсей
Ґрімсей (ісл. Grímsey) — невеликий острів у Гренландському морі за 41 км від північного берега Ісландії, крізь який проходить північне полярне коло. Адміністративно належить до регіону Нордурланд-Ейстра. Площа — 5,3 км², довжина з півночі на південь — 5,5 км. Острів утворений вулканічною скелею з базальтовими стовпами на берегах. Найвища точка острова розташована на його східній стороні — 105 м. Західна сторона нижча і там розташоване єдине поселення на острові Сандвік (ісл. Sandvík). Населення — приблизно від 60 до 70 осіб. Острів є найпівнічнішим заселеним клаптем Ісландії та до 2009 року утворював муніципалітет Ґрімсейяргреппур (Grímseyjarhreppur), а згодом був приєднаний до муніципалітету Акурейрі.  Головний місцевий промисел — рибальство. Сполучення острова з рештою Ісландії відбувається поромом до Далвіка та летовища (код IATA: GRY), з якого компанією Norlandair відбуваються польоти до Акурейрі. Ґрімсей внесений до реєстру IBA, а значна частина його — до реєстру природної спадщини Ісландії.

## Назва острова
Легенда пов'язує назву острова з поселенцем на ім'я Ґрімур (ісл. Grímur), який прибув з місцевості Sogn, що у Норвегії, але можуть бути й інші пояснення назви, яка також зустрічається у Скандинавії та Великій Британії. 

## Географія
Ґрімсей є найпівнічнішим поселенням Ісландії. Натомість найпівнічнішою точкою країни є обтік Колбейнсей (ісл. Kolbeinsey), 74 кілометри на північний захід від Ґрімсей. Структура острова базальтова, іноді стовпчаста, особливо на півдні та заході. Береги острова скелясті, окрім його південного берега. У бухті Баусавік (ісл. Básavík) на північному заході залягають товщі піщаників. Ґрімсей продовжує руйнуватись морем і є залишком колись більшого острова.

#### Клімат
Незважаючи на північну широту, клімат острова зазвичай є м’яким через сплив Північноатлантичної течії, яка приносить теплу воду з Мексиканської затоки. Середня температура найхолоднішого місяця січня -1,1 °C, а найтеплішого серпня +8,3 °C. Максимальна середньодобова температура в будь-який місяць не досягає 10 °C; таким чином вона знаходиться в межах клімату тундри. У серпні 2021 року на острові температура досягла 22,3 °C, що є найвищим показником упродовж історії спостережень.  

## Історія

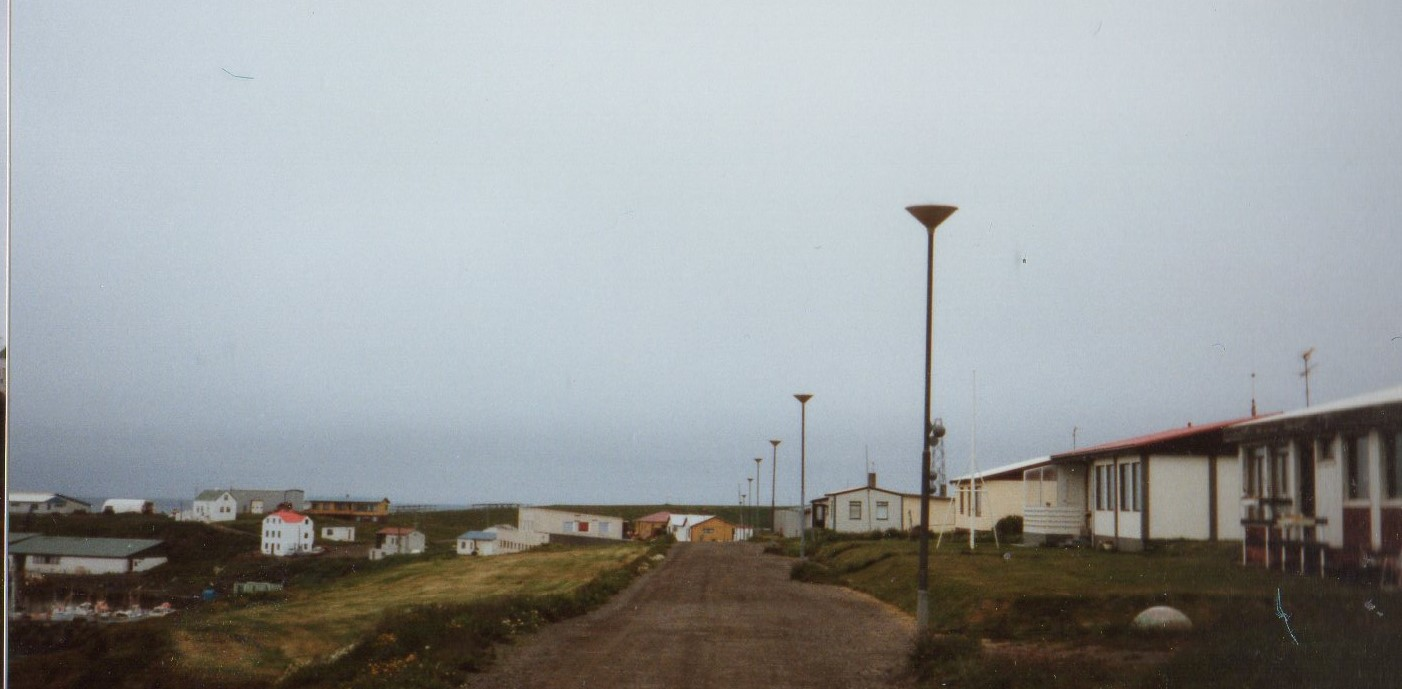
Головна вулиця острова

Льодовикова штриховка на скелях на Ґрімсей є свідченням того, що острів, як і решта Ісландії, був покритий льодовиками у плейстоцені (Вюрм). 
Острів, ймовірно, був заселений з часів доби вікінгів, хоча в Ланднамабок про острів не згадується. Можливо, люди не оселилися на Ґрімсей на самому початку розселення в Ісландії. Острів вважався занадто віддаленим, тоді як на материку було достатньо землі. Саги про ісландців посилаються на декілька подій, які відбувались упродовж перших десятиліть 11 століття і ці розповіді в основному свідчать про переваги острова як зручного місця розвідки навколишніх околиць. Острів згадується в Колі Земному, книзі, написаній близько 1230 року, оскільки норвезький король Олав хотів отримати його в подарунок від жителів Ісландії.    
Багаті ресурси риби та птахів Ґрімсей були широко відомі за його межами. За легендами, у давні часи на острові одночасно існувало до 50 ферм, але це малоймовірно. Кількість ферм, ймовірно, ніколи не перевищувала 12, і всі вони належали монастирю в Модруветлірі (ісл. Möðruvellir) в долині Ейяфіорда. Фермери острова повинні були сплачувати монастирю річну орендну плату сушеною тріскою.
У 1793 році острів майже збезлюднів, коли від хвороби загинуло все чоловіче населення, окрім лише шести чоловіків. Решта 6 були відправлені на материк, щоб забрати більше чоловіків на острів. На зворотному шляху човен з ними загубився в морі і всі потонули, залишивши священика єдиним з чоловіків на острові.
Острів отримав бездротову станцію зв'язку у 1929 році і був підключений до автоматичної телефонної мережі у 1973 році. Пошта працює з кінця минулого століття. Маяк був побудований у 1937 році, а метеостанція у 1874 році.

## Населення та економіка
На сьогодні населення острова складає приблизно 60 мешканців. Раніше сільське господарство, полювання на птахів та збирання яєць мали велике значення для місцевих жителів. Упродовж крайніх років це сильно змінилося, оскільки фокус змістився на сучасні методи риболовлі та переробку морепродуктів для міжнародних ринків.
Для Ґрімсей туризм — це галузь місцевої економіки, котра зростає, і яка дає місцевим жителям нові можливості працевлаштування. На острові діють магазин, хостели, кемпінг, галерея, кафе, ресторан та басейн. Острів цілорічно сполучений з іншими частинами Ісландії авіарейсами з Акурейрі та поромним сполученням з Далвіка.

## Освіта
Школа для дітей до 14 років. Загалом у школі навчається 11 дітей та працюють 2 вчителі. У школі діти діляться на дві групи. Перша група — від 1 класу до 4 класу, а друга група — від 5 класу до 8 класу. Вони можуть закінчити лише 8 клас на острові, після чого їдуть на материк, щоб закінчити останні два роки початкової школи.

## Адміністративне управління
Належить до муніципалітету Акурейрі. 

## Інфраструктура
Порт, аеропорт, маяк, церква, школа, бібліотека, магазин, ресторан, басейн. 

## Туризм
Популярне місце серед орнітологів. Щорічно відбувається фестиваль літнього сонцестояння — Sólstöðuhátíð Grímsey. 

## Флора та Фауна

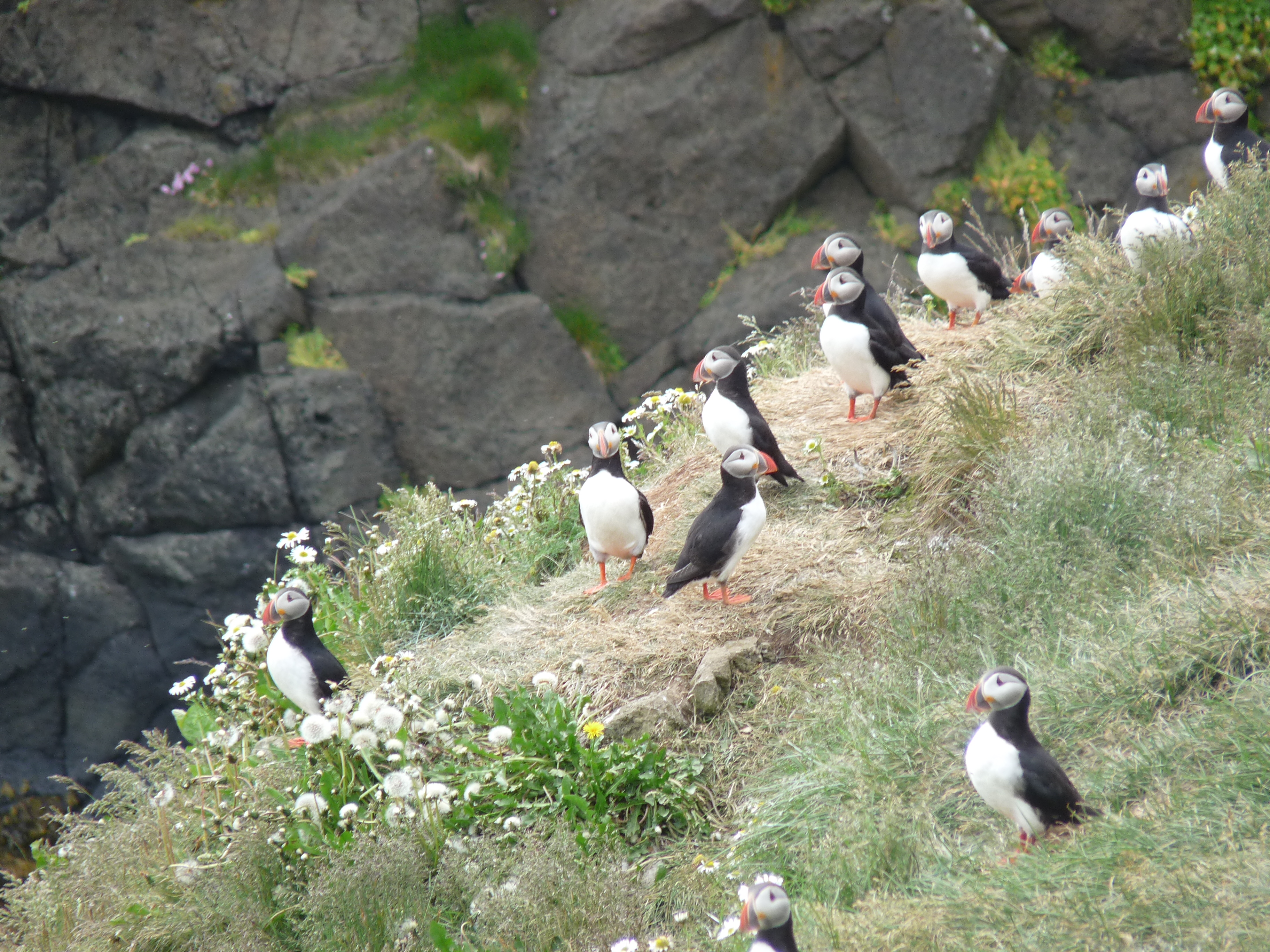
Іпатки на скелях острова

Острів повністю вкритий рослинним покривом, сформованим арктичним кліматом. На острові не виступає гравійних рівнин або скель, окрім берегів. Незважаючи на те, що тут немає дерев, рослинний покрив острова багатий і складається з болотистих місцевостей, трави та моху. Основною рослинністю є трава, що росте на торф'яному ґрунті, верес і чагарники не зустрічаються, але поширені великі ділянки мохів. На острові виявлено щонайменше 119 видів торфових рослин. Ложечниця, котра росте на прибережних скелях, є дуже особливою та багатою на вітамін С і відома своїми лікувальними властивостями.  
Пташиний світ острова є унікальним та різноманітним. Тут мешкає щонайменше 60 різноманітних видів птахів з надзвичайно густими популяціями, особливо алькових. З інших розповсюджених птахів — крячок полярний, чистун арктичний, гагарка (114,796 пар), кайра, кайра тонкодзьоба (67,293 пар), кайра товстодзьоба (4,054 пар), мартин трипалий (32,840 пар), інші види мартинів, та інші птахи. Морські птахи, що гніздяться на високих скелях на східній стороні острова та на західному узбережжі є однією з найбільших колоній іпаток в Ісландії (40,275 пар). Через зменшення полювання на птахів та збирання яєць їх життя на острові процвітає. Іпатки зимують у відкритому морі, але повертаються до своїх гнізд на початку/після середини квітня. Відлітають з острова після першого тижня серпня. Найкращий час для їх споглядання на Ґрімсей — травень, червень та липень. Для фотографів птахів та орнітологів тут є унікальні можливості для досліджень. 
Полярні ведмеді часто з'являлися на острові, куди вони потрапляють на шматках криги, котра дрейфує з Гренландії. Коли це сталося у 1969 році, одного білого ведмедя застрелили і тепер його опудало зберігається у місцевому музеї містечка Гусавік.

## Північне полярне коло
Полярне коло перетинає Ісландію лише в одному місці, тобто на острові Ґрімсей. Під час літнього сонцестояння сонце тут видиме упродовж 24 годин на добу, тому тут можна спостерігати полярний день. Полярної ночі тут не буває, адже межа її зони пролягає північніше. Найкоротший світловий день у році складає 2 години 15 хвилин. Положення Полярного кола не фіксоване і постійно зсувається на північ уздовж острова. Тому на острові можна знайти два символи Полярного кола. Перший — це своєрідний міст на 66° 33’N поруч з аеропортом, а новий — це величезна бетонна куля, своєрідний твір мистецтва, діаметром 3 метри, яка була встановлена у вересні 2017 року; має назву латинською мовою Orbis et Globus (Куля та Сфера); важить 8 тон, згідно з іншими джерелами — майже 9. Цю кулю переміщують раз на рік відповідно до руху Полярного кола. Щоб дістатися туди пішки, потрібно приблизно 2 години (в обидва кінці) від поселення. Колись Полярне коло перетинало Ісляндію. Воно безперервно рухається на північ зі швидкістю 1,5 на століття. На острові можна знайти три позначені "камені століття", що відображають положення Полярного кола у 1717 — рік, коли Полярне коло почало вперше перетинати острів, 1817 та 1917 роках. Між 2031-2038 коло перетинатиме острів у його найпівнічнішій частині, а у 2047-2050 роках Полярне коло остаточно зміститься з острова на північ і повернеться сюди через 20,000 років. 

### Диплом про перетин кола
Усі відвідувачі острова, які прибувають організованими турами з Norlandair/Air Iceland, отримують безкоштовний диплом про те, що вони перетнули Полярне коло.

## Церква Ґрімсей

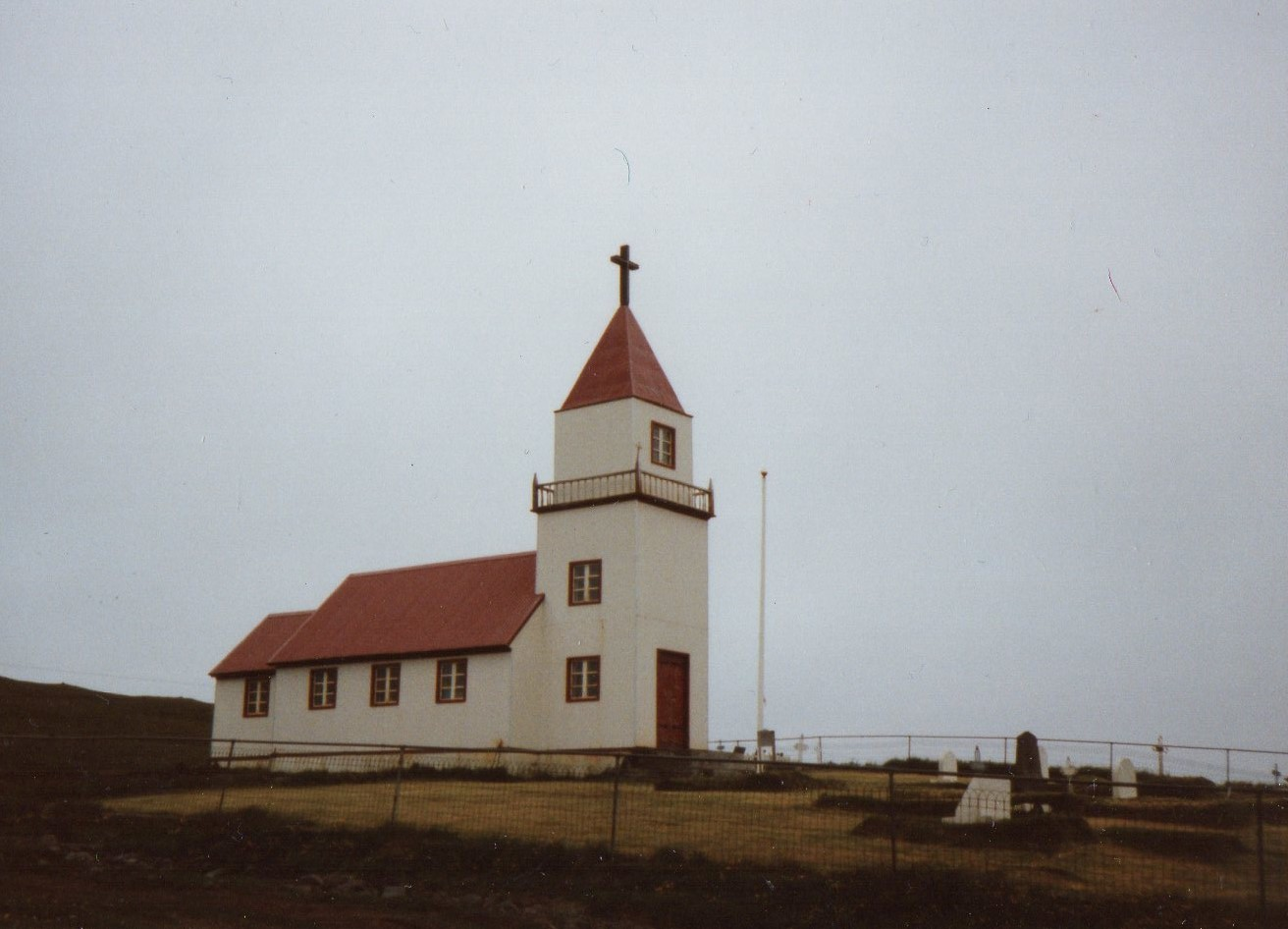
Церква на Ґрімсей (згоріла у вересні 2021 р.)

Сучасна церква Miðgarðakirkja розташована у місцевості під назвою Miðgarðar і є найпівнічнішої церквою Ісландії. Перша церква на острові була заснована та освячена у 11 столітті Йоном Оґмундссоном (ісл. Jón Ögmundsson) та була присвячена Олафу — святому покровителю північних народів. У ті часи в церкві служили два священнослужителя, а щодня і двічі у святкові дні співали месу. З часом кількість служб скоротилася, але упродовж років було записано, що 50 священнослужителів обслуговували церкву. 
Тепер вікарій Далвіка керує церквою. Miðgarðakirkja була побудована у 1867 році з деревини, прибитої до берега острова, на ділянці поблизу ферми Miðgarðar, але у 1932 році через пожежну небезпеку була перенесена на власну довжину і водночас були додані хорова кабіна та портик зі шпилем. У 1932 році церква була капітально відремонтована, а в 1956 році —  знову освячена. Розпис вівтаря зроблений місцевим художником, котрий був написаний у 1878 році і є копією твору Леонардо да Вінчі. 1 січня 1990 року церкві Ґрімсей було надано охоронний статус відповідно до положень законодавства Ісландії про старовинні будівлі. 
21 вересня 2021 року церква згоріла дотла. Під час пожежі було знищено багато цінних речей, які неможливо відновити. Втрати є величезними для місцевої громади, оскільки церква була символом об’єднання для людей так далеко від материка. 24 листопада 2021 року був представлений проєкт нової церкви. 

## Галерея

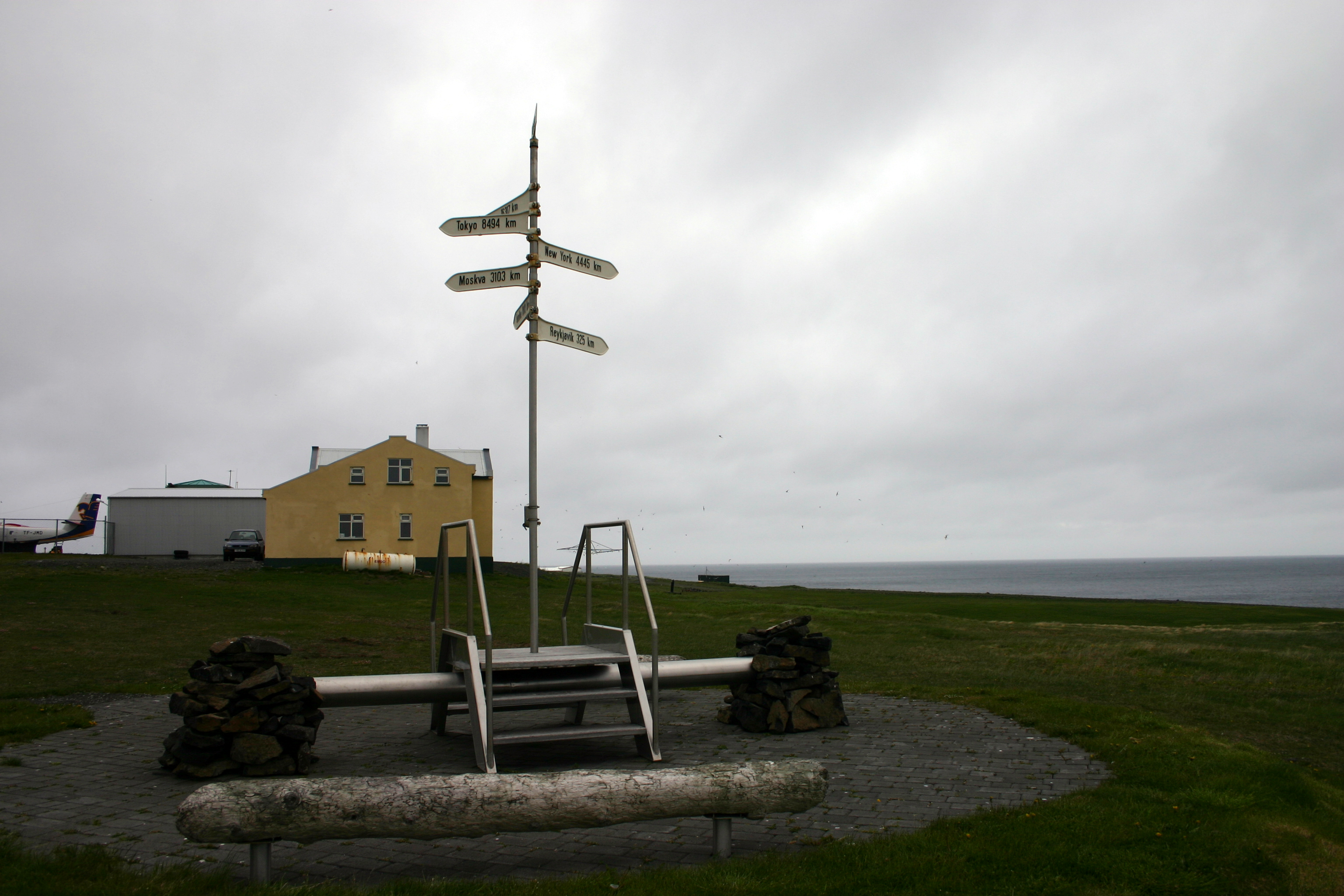
Старе місце перетину острова Полярним колом
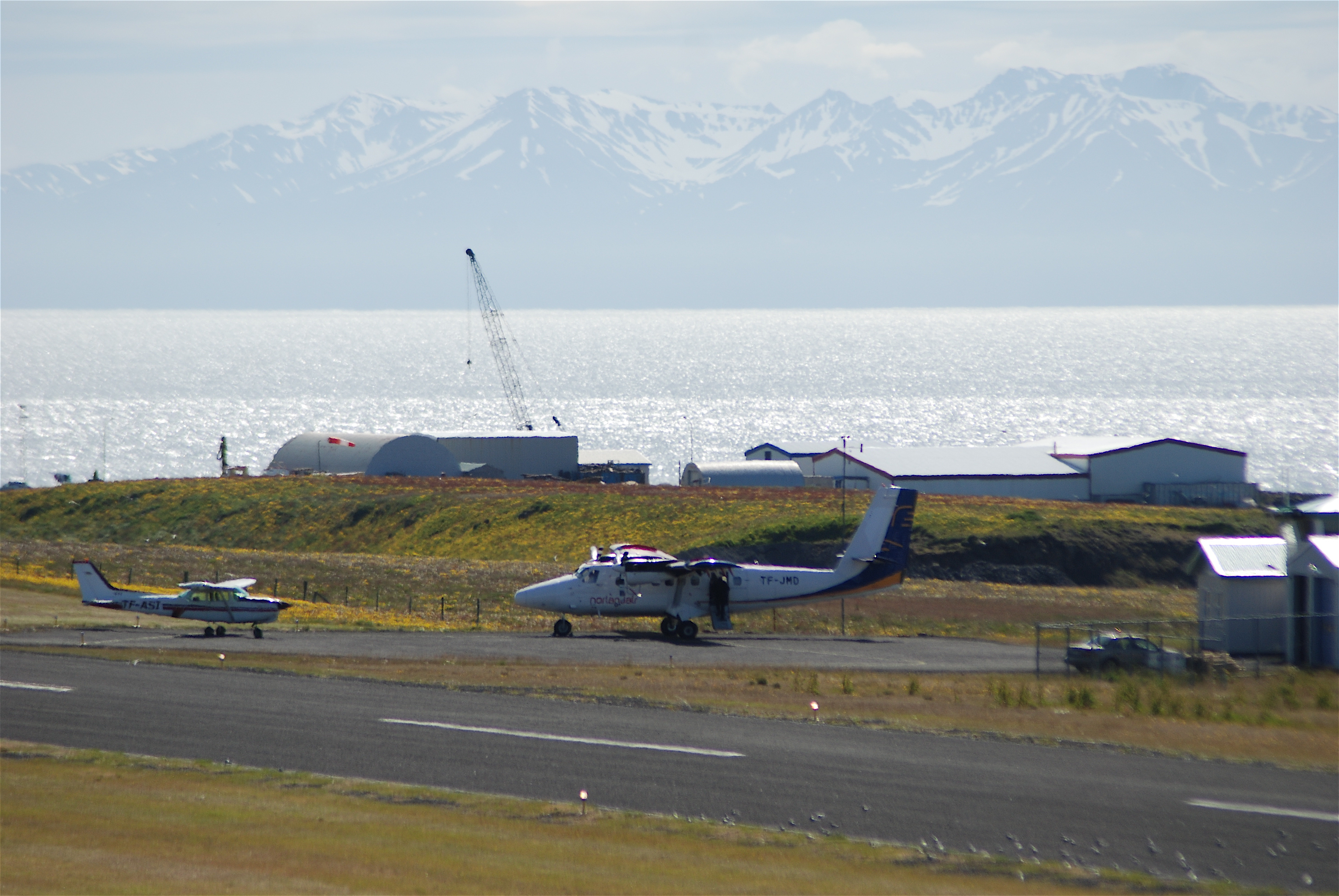
Летовище
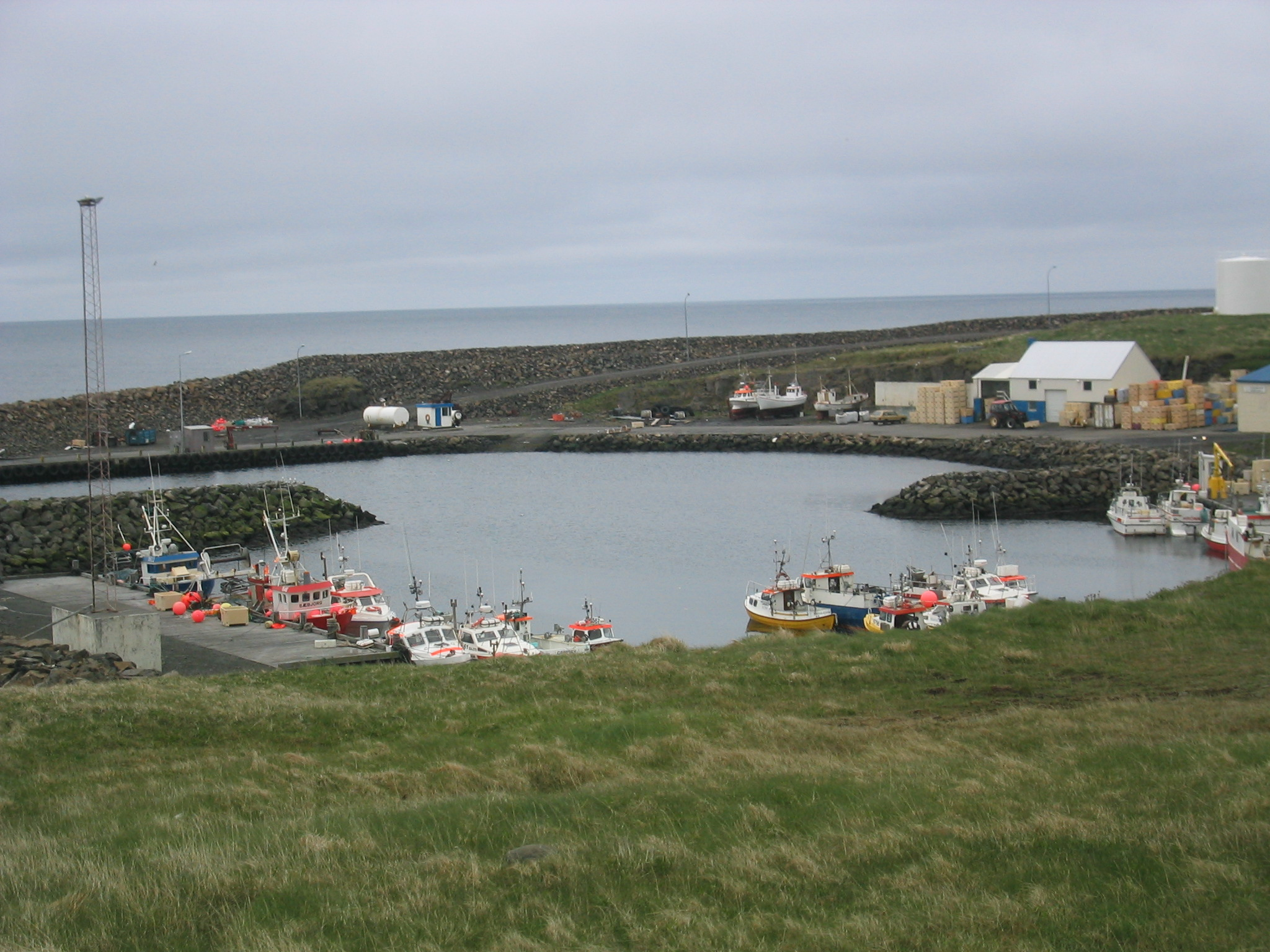
Порт Ґрімсей
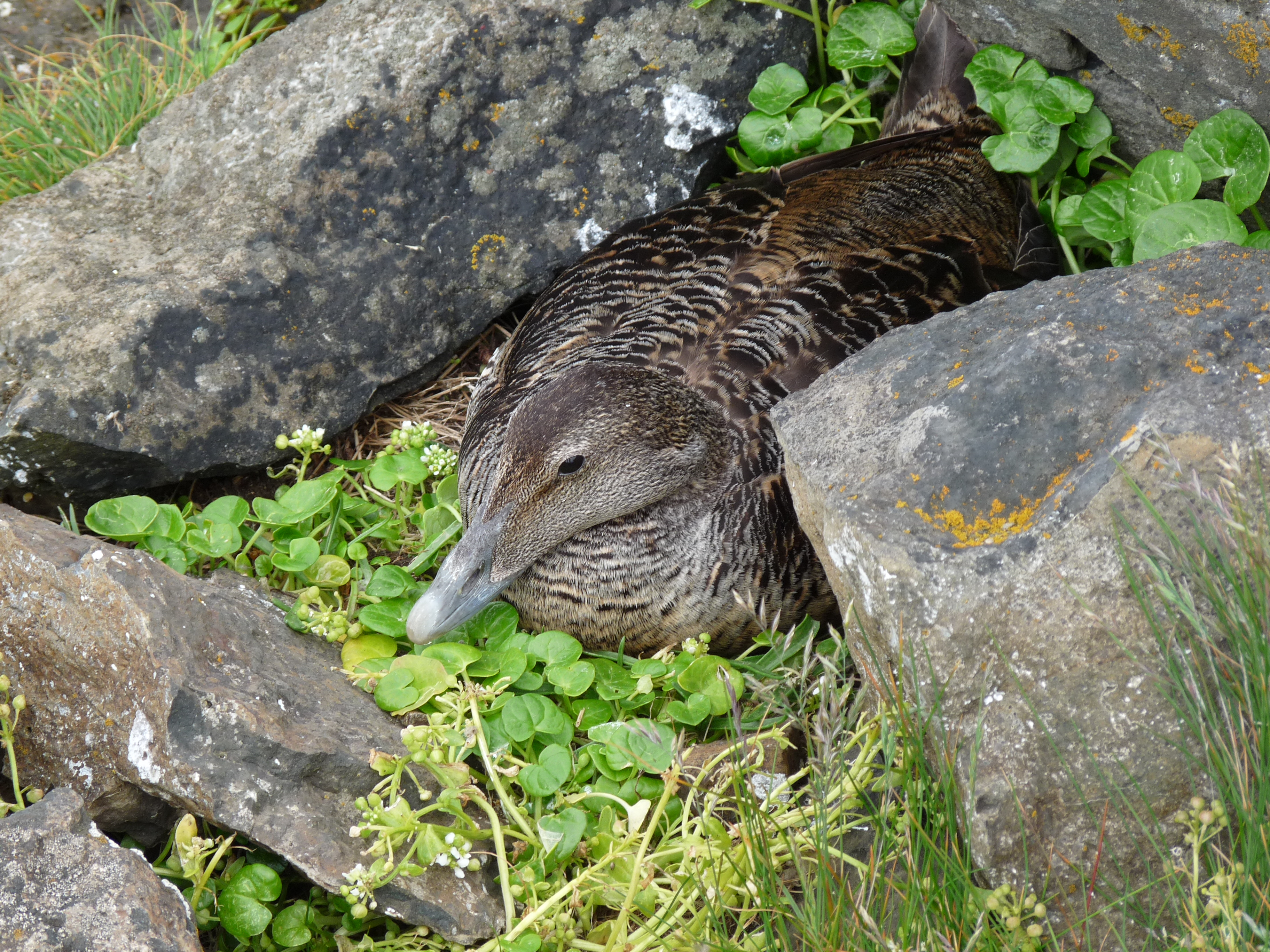
Гніздо пухівки зеленошийої
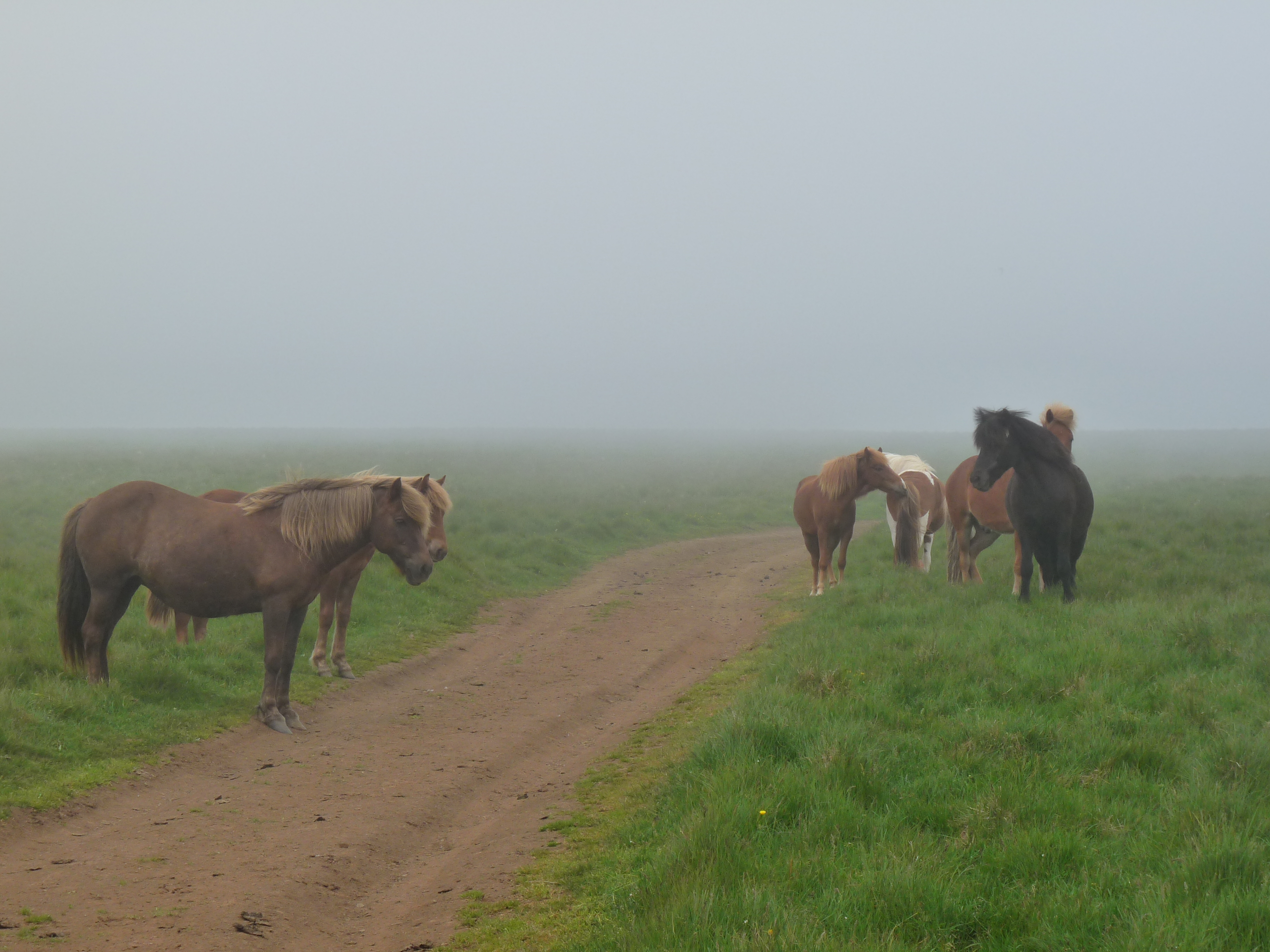
Ісляндські коні на острові
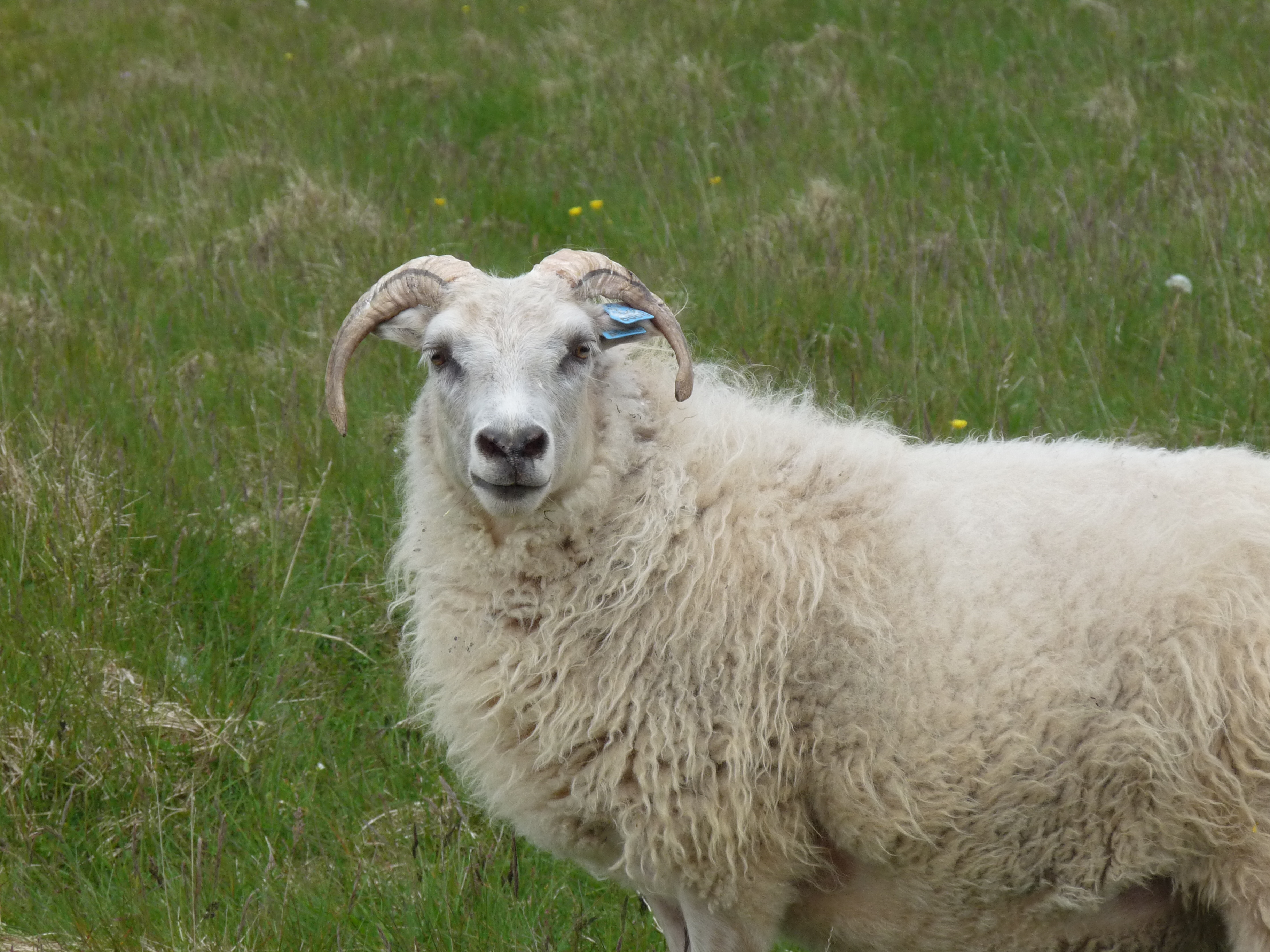
Баран на острові